# المعمار (النادرة)

تعديل مصدري - تعديل

المعمار محلة تابعة لقرية خلقة، التابعة لعزلة ظلم بمديرية النادرة إحدى مديريات محافظة إب في الجمهورية اليمنية، بلغ تعداد سكانها 130 حسب تعداد اليمن لعام 2004.